# Radicaal 62
Radicaal 62 is een van de 34 van de 214 Kangxi-radicalen dat bestaat uit vier strepen.
In het Kangxi-woordenboek zijn er 116 karakters die dit radicaal gebruiken.

## Karakters met het radicaal 62
| Strepen | Karakter             |
| ------- | -------------------- |
| + 0     | 戈                   |
| + 1     | 戉 戊 戋             |
| + 2     | 戌 戍 戎 戏 成       |
| + 3     | 我 戒 戓             |
| + 4     | 戔 戕 或 戗          |
| + 5     | 战                   |
| + 6     | 戙                   |
| + 7     | 戚 戛 戜 戝          |
| + 8     | 戞 戟                |
| + 9     | 戠 戡 戢 戣 戤 戥 戦 |
| + 10    | 戧 戨 戩 截 戫 戬    |
| + 11    | 戭 戮 戯 戱          |
| + 12    | 戰                   |
| + 13    | 戲                   |
| + 14    | 戳 戴                |
| + 18    | 戵                   |

Orakelbotkarakter
Bronskarakter
Klein zegelkarakter